# Waldbahn Lama–Cancellino
| O&K-Lokomotive der Lama-Waldbahn am Lokschuppen, Werks-Nr. 2903 oder 2904 von 1908 |                     |                                   |         |
| Ehemalige Trasse der Waldbahn. Heute Mountain Bike Trail MTB Nr. 7 im Parco delle Foreste Casentinesi |                     |                                   |         |
| Streckenlänge: | 20 km               |                                   |         |
| Spurweite: | 600 mm (Schmalspur) |                                   |         |
| Maximale Neigung: | 89 ‰                |                                   |         |
| |                     |                                   |         |
| \| \| \| \| m ü. M.[3] \| \| \| 0 \| Cancellino am Mandrioli-Pass \| 1073 \| \| \| 1,5 \| Sorgente de Re (Quelle) \| 1136 \| \| \| 3 \| Passo dei Lupati \| 1171 \| \| \| 6 \| Pian della Saporita \| 1051 \| \| \| 7 \| Fonte delle Cavalle (Quelle) \| 1057 \| \| \| 14 \| Ponte Camera \| 840 \| \| \| 18,5 \| Fonte Solforosa (Schwefelquellen) \| 711 \| \| \| 20 \| Foresta Della Lama \| 702 \| |                     |                                   |         |
| |                     |                                   | m ü. M. |
| Betriebs-/Güterbahnhof Streckenanfang (Strecke außer Betrieb) | 0                   | Cancellino am Mandrioli-Pass      | 1073    |
| Strecke (außer Betrieb) | 1,5                 | Sorgente de Re (Quelle)           | 1136    |
| Strecke (außer Betrieb) | 3                   | Passo dei Lupati                  | 1171    |
| Dienststation / Betriebs- oder Güterbahnhof (Strecke außer Betrieb) | 6                   | Pian della Saporita               | 1051    |
| Strecke (außer Betrieb) | 7                   | Fonte delle Cavalle (Quelle)      | 1057    |
| Brücke (Strecke außer Betrieb) | 14                  | Ponte Camera                      | 840     |
| Strecke (außer Betrieb) | 18,5                | Fonte Solforosa (Schwefelquellen) | 711     |
| Betriebs-/Güterbahnhof Streckenende (Strecke außer Betrieb) | 20                  | Foresta Della Lama                | 702     |

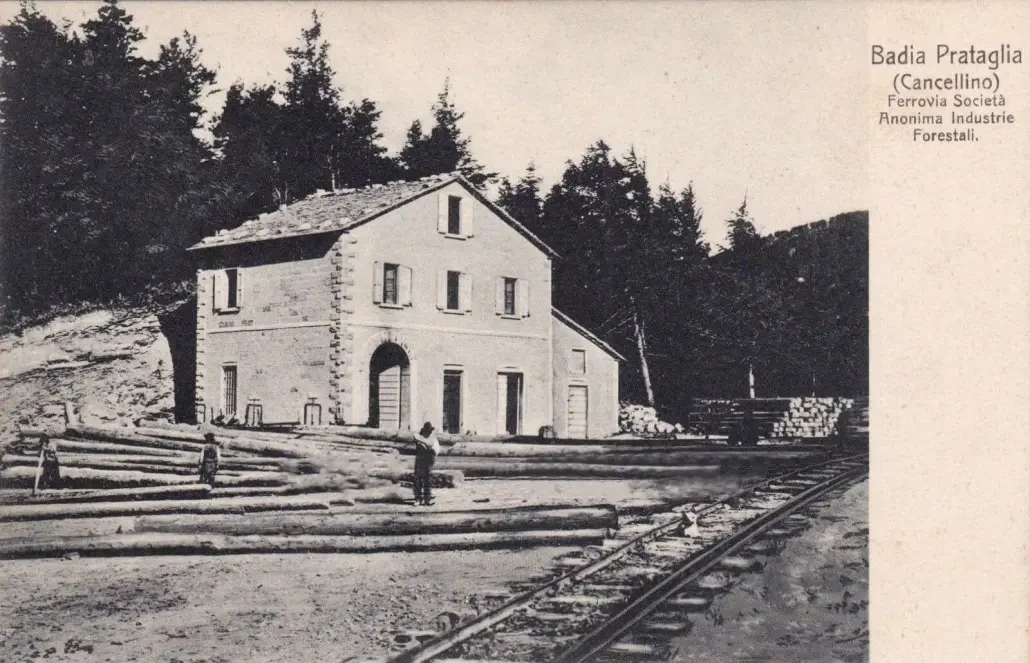
Holzlagerplatz am Lokschuppen in Cancellino

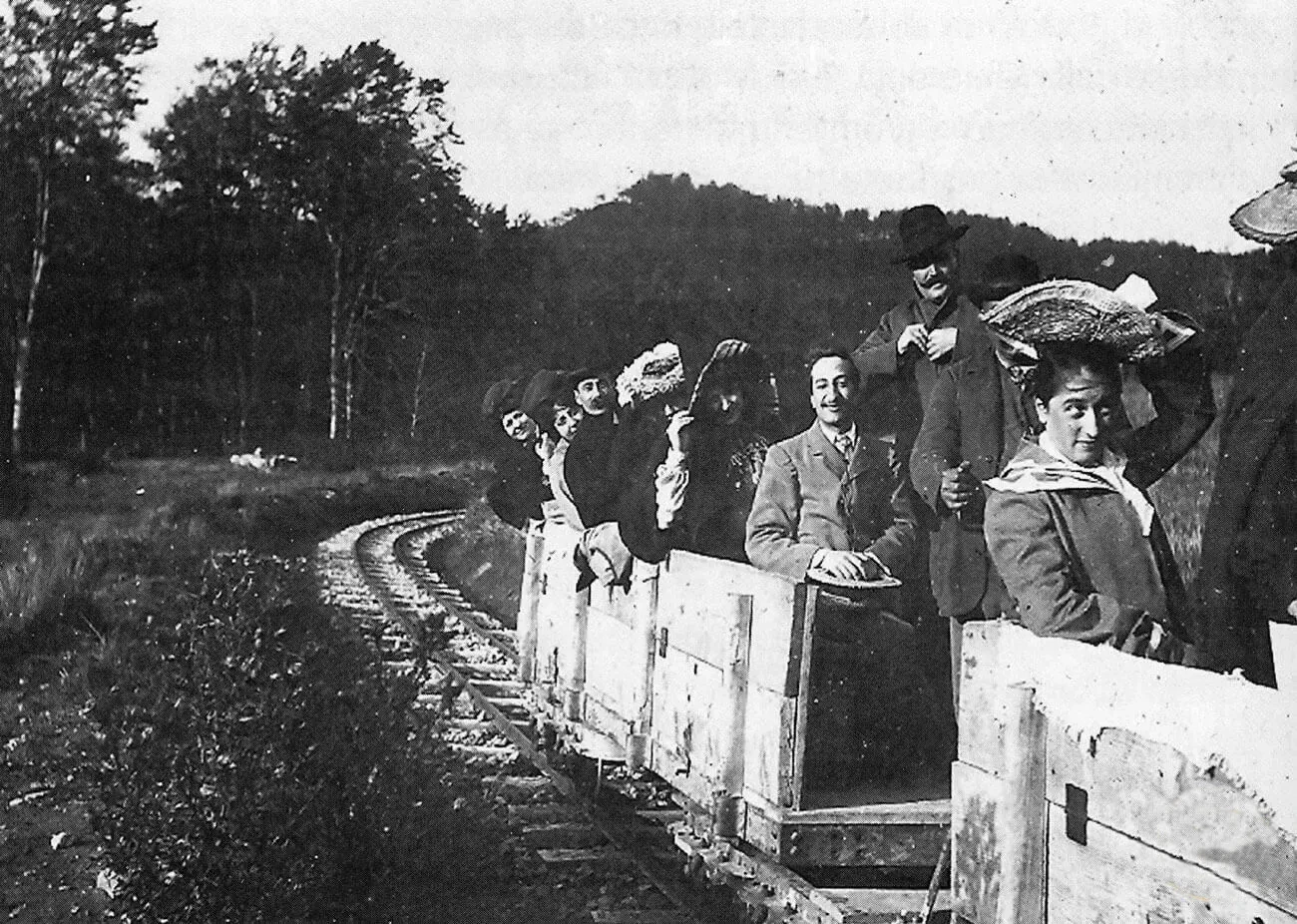
Ausflugsfahrt um 1905

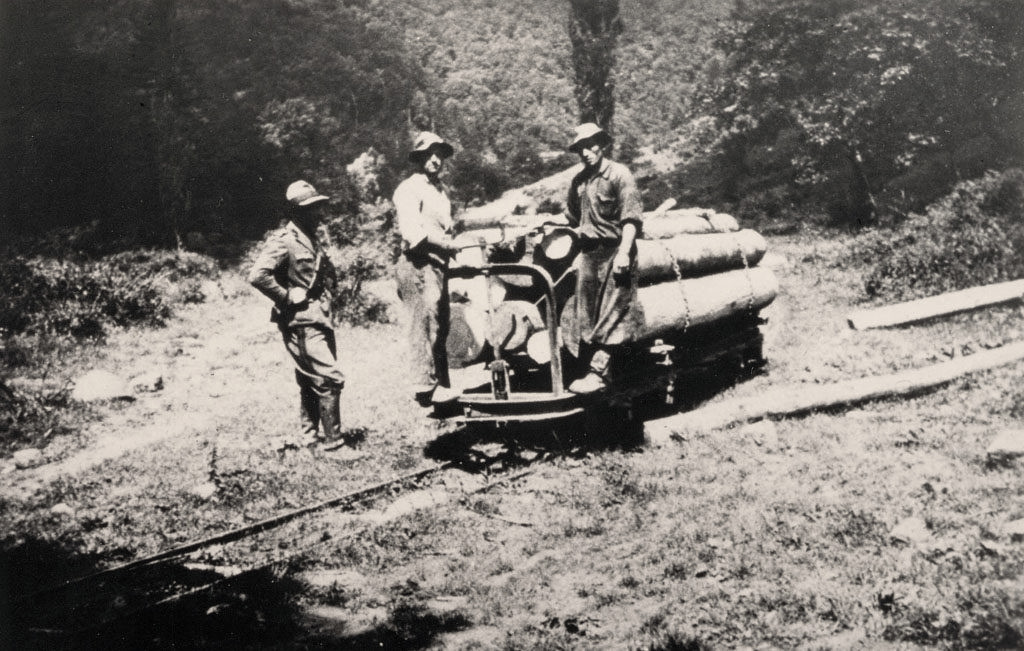
Langholztransport

Die Waldbahn Lama–Cancellino (italienisch Il trenino della Foresta della Lama) war eine Waldbahn mit einer Spurweite von 600 mm im Nationalpark Foreste Casentinesi, Monte Falterona e Campigna.

## Streckenverlauf
Die 20 km lange Trasse der ehemaligen Waldbahn beginnt auf toskanischem Territorium in Cancellino zwischen Badia Prataglia und dem Mandrioli-Pass (1173 m ü. M.). Sie führt hinab zum Casa Forestale La Lama bei der Chiesa della Lama im Gebiet der Gemeinde Bagno di Romagna.

## Geschichte
Um den Transport des auf der romagnolischen Seite der Casentino-Wälder geschlagenen Holzes zu erleichtern, bauten Cav. Tonetti und später die Società Anonima Industrie Forestali, die von 1900 bis 1914 Eigentümer der Wälder waren, im Jahr 1900 eine fast 20 km lange Decauville-Bahn von Lama nach Cancellino. Die Casa al Cancellino wurde damals   als Endstation der Waldbahn und als Unterstand für die Lokomotiven gebaut. Mit dieser Bahn wurde das Holz von der romagnolischen Seite des Berges, das zuvor mit Ochsen über die steilen Vie dei Legni hinauf gerückt werden musste, transportiert.
Nachdem das Holz am Passo dei Lupati den Kamm des Apennin überquert hatte, ging es auf der toskanischen Seite bis nach Pratovecchio und Poppi hinunter. Auch später, als der Wald in Staatseigentum überging, war die Bahn noch in Betrieb. Die Wagen wurden von kleinen, mit Holz betriebenen Dampflokomotiven gezogen, die pro Fahrt zwischen 3 und 5 m³ Holz beförderten, und die Strecke zwischen der Lama und dem Cancellino wurde maximal dreimal täglich befuhren. In Pian della Saporita gab es einen Wasser- und Holzvorrat, und auf einem zweigleisigen Abschnitt die Möglichkeit Zugkreuzung, wenn Züge die Strecke in entgegengesetzten Richtungen befuhren. Im Streckenabschnitt vom Passo Lupatti bis Cancellino ging es leicht bergab, so dass die Fahrt der Drehgestelle von Arbeitern, den sogenannten Bremsern, verlangsamt werden musste. 
Eine weitere Bahnstrecke war im Wald von Campigna geplant, von Pian del Grado bis zum Passo la Calla, wurde aber nicht realisiert. Die Waldbahn wurde 1920 wegen des Aufkommens von Lastkraftwagen, die einen billigeren Transport ermöglichten, abgebaut.

## Lokomotiven
Während der Betriebszeit waren bis zu drei Lokomotiven im Einsatz. Es gab eine Zeit lang zwei zweiachsige kleine O&K-Dampflokomotiven mit jeweils 30 PS, die im Mai und Juni 1908 von der deutschen Firma Orenstein & Koppel mit den Werksnummern 2903 und 2904 an die „S.A. & Ind. Forestry of Bibbiena“ geliefert worden waren und von den Arbeitern Saba und Fioia genannt wurden. Sie waren knapp 4 m lang und etwa 1,7 m breit und hatten ein Leergewicht von 5,5 t. Eine dritte, ebenfalls deutsche Lokomotive war wohl eine dreiachsige Krauss mit dem Namen Archiana.

## Überreste
Die Kilometersteine der Waldbahn sind noch erhalten. Die Brüstungen der Camera-Brücke des Waldwegs bei Streckenkilometer 14 wurden aus den Schienen der alten Eisenbahn errichtet. Weitere Schienen werden im Forstmuseum Carlo Siemoni (Karl Siemon) in Badia Prataglia aufbewahrt, und ein kleiner Wagen auf Schienen ist in Cancellino zu finden.